# Ptilinop lobulat
El ptilinop lobulat (Ptilinopus insolitus) és una espècie d'ocell de la família dels colúmbids (Columbidae) que habita els boscos de les illes Bismarck.